# هارفي ستيفنز (لاعب كرة قدم أسترالية)
هارفي ستيفنز (بالإنجليزية: Harvey Stevens)‏ هو لاعب كرة قدم أسترالية أسترالي، ولد في 8 أغسطس 1930، وتوفي في 15 ديسمبر 2016.

## وصلات خارجية
- هارفي ستيفنز على موقع AustralianFootball.com (الإنجليزية)
- هارفي ستيفنز على موقع AFLtables.com (الإنجليزية)